# Mellor (Lancashire)
Pour les articles homonymes, voir Mellor.
Mellor est un village et une paroisse civile du Lancashire, en Angleterre.